# Dorothy Poynton-Hill
Dorothy Poynton-Hill (ur. 17 lipca 1915 w Salt Lake City, zm. 18 maja 1995 w Riverside) – amerykańska skoczkini do wody. Wielokrotna medalistka olimpijska.
Brała udział w trzech igrzyskach (IO 28, IO 32, IO 36), na wszystkich zdobywała medale (łącznie cztery). W 1928 zajęła drugie w skokach z trampoliny. Nie miała wówczas ukończonych trzynastu lat. Cztery lata później zwyciężyła w skokach z wieży. W 1936 obroniła tytuł i zajęła trzecie miejsce w skokach z trampoliny.
W 1968 została przyjęta do International Swimming Hall of Fame.